# Patrice Debray
Pour les articles homonymes, voir Debray.
Patrice Debray, né le 25 janvier 1951 à Neuerburg (Allemagne), est un homme politique français, membre de l'Union pour un mouvement populaire. 

## Biographie
Médecin généraliste de formation, il exerce pendant plus de trente années dans la ville de Gray. 
En 1983, appelé par le Maire de l'époque, il entre au conseil municipal. Il est adjoint à l'enseignement et au sport. Patrice Debray est membre du conseil municipal de 1983 à 2008. 
De 1995 à 2001 il est également président de la communauté de communes Val de Gray (CCVG). 
Élu conseiller général de la Haute-Saône dans le canton de Gray de 2001 à 2008, il est battu par Claudy Chauvelot-Duban, candidate étiquetée PS, lors des élections cantonales de mars 2008. 
Il demeure membre du conseil municipal de la ville de Gray. Cette élection voit la réélection de Michel Alliot en tant que Maire pour 58 votes de différence avec Claudy Chauvelot-Duban. 
De 1998 à 2004, il est également vice-président du Conseil Régional de Franche Comté. 
Suppléant du député Alain Joyandet dans la 1re circonscription de la Haute-Saône, il entre à l'Assemblée nationale un mois après la nomination celui-ci au Gouvernement, en avril 2008. Afin d'exercer ses nouvelles fonctions, il cesse son activité de médecin. À la suite de la démission d'Alain Joyandet de ses fonctions de secrétaire d'État, Patrice Debray n'est plus député à partir du 5 août 2010. Il redevient suppléant. Il n'est pas non plus réélu au conseil régional de Franche-Comté lors des régionales, où il figurait sur la liste menée par Alain Joyandet.